# WTA-toernooi van Nanchang
Het WTA-toernooi van Nanchang is een jaarlijks terugkerend tennistoernooi voor vrouwen dat wordt georganiseerd in de Chinese stad Nanchang. De officiële naam van het toernooi is Jiangxi Open.

## Toernooi
De WTA organiseert het toernooi, dat eerst twee jaar (2014–2015) in de categorie "Challenger" viel, en daarna (in 2016) promoveerde naar de categorie "International", die sinds 2021 "WTA 250" wordt genoemd. Het toernooi wordt gespeeld op hardcourt en vond in eerste instantie plaats in de periode juli/augustus maar sinds 2019 in september/oktober.

## Geschiedenis
In 2014 werd dit toernooi toegevoegd aan reeds in China bestaande WTA Challengertoernooien in Suzhou en Ningbo, om te voldoen aan de toenemende belangstelling voor vrouwentennis in China, veroorzaakt door het succes van speelsters zoals Li Na, Zhang Shuai, Peng Shuai en Zheng Jie. De laatste was persoonlijk aanwezig bij de officiële aankondiging. Dit toernooi werd het eerste internationale sportevenement in de provincie Jiangxi.
In 2016 promoveerde het toernooi naar een minder lage categorie. In de periode 2020–2022 werd niet gespeeld, vanwege de coronapandemie. Bij de hervatting in 2023 heette de categorie inmiddels WTA 250. In 2024 was de stad Jiujiang, evenzo in de provincie Jiangxi gelegen, de plaats van handeling – Jiujiang ligt 125 km benoorden Nanchang.
De Chinese Peng Shuai wist tweemaal de titel te veroveren, in 2014 en 2017.

## Finales

### Enkelspel
| Datum      | Naam                                       | Cat.                                       | ($)                                        | Ondergrond                                 | Winnares                                   | Verliezend finaliste                       | Uitslag                                    |                                            |
| ---------- | ------------------------------------------ | ------------------------------------------ | ------------------------------------------ | ------------------------------------------ | ------------------------------------------ | ------------------------------------------ | ------------------------------------------ | ------------------------------------------ |
| 2014-07-21 | Jiangxi Women's Open                       | Challenger                                 | 125.000                                    | hardcourt, buiten                          | Peng Shuai                                 | Liu Fangzhou                               | 6-2, 3-6, 6-3                              | details                                    |
| 2015-07-27 | Jiangxi Women's Open                       | Challenger                                 | 125.000                                    | hardcourt, buiten                          | Jelena Janković                            | Chang Kai-chen                             | 6-3, 7-6                                   | details                                    |
| 2016-08-01 | Jiangxi Women's Open                       | International                              | 250.000                                    | hardcourt, buiten                          | Duan Yingying                              | Vania King                                 | 1-6, 6-4, 6-2                              | details                                    |
| 2017-07-24 | Jiangxi Women's Open                       | International                              | 250.000                                    | hardcourt, buiten                          | Peng Shuai                                 | Nao Hibino                                 | 6-3, 6-2                                   | details                                    |
| 2018-07-23 | Jiangxi Women's Open                       | International                              | 250.000                                    | hardcourt, buiten                          | Wang Qiang                                 | Zheng Saisai                               | 7-5, 4-0, opg.                             | details                                    |
| 2019-09-09 | Jiangxi Women's Open                       | International                              | 250.000                                    | hardcourt, buiten                          | Rebecca Peterson                           | Jelena Rybakina                            | 6-2, 6-0                                   | details                                    |
| 2020–2022  | toernooi geannuleerd wegens coronapandemie | toernooi geannuleerd wegens coronapandemie | toernooi geannuleerd wegens coronapandemie | toernooi geannuleerd wegens coronapandemie | toernooi geannuleerd wegens coronapandemie | toernooi geannuleerd wegens coronapandemie | toernooi geannuleerd wegens coronapandemie | toernooi geannuleerd wegens coronapandemie |
| 2023-10-16 | Jiangxi Open                               | WTA 250                                    | 259.303                                    | hardcourt, buiten                          | Kateřina Siniaková                         | Marie Bouzková                             | 1-6, 7-6, 7-6                              | details                                    |
| 2024-10-28 | Jiangxi Open (J)                           | WTA 250                                    | 267.082                                    | hardcourt, buiten                          | Viktorija Golubic                          | Rebecca Šramková                           | 6-3, 7-5                                   | details                                    |

* Legenda: (J) = Jiujiang

### Dubbelspel
| Datum      | Naam                                       | Cat.                                       | ($)                                        | Ondergrond                                 | Winnaressen                                | Verliezend finalistes                      | Uitslag                                    |                                            |
| ---------- | ------------------------------------------ | ------------------------------------------ | ------------------------------------------ | ------------------------------------------ | ------------------------------------------ | ------------------------------------------ | ------------------------------------------ | ------------------------------------------ |
| 2014-07-21 | Jiangxi Women's Open                       | Challenger                                 | 125.000                                    | hardcourt, buiten                          | Chuang Chia-jung Junri Namigata            | Chan Chin-wei Xu Yifan                     | 7-6, 6-3                                   | details                                    |
| 2015-07-27 | Jiangxi Women's Open                       | Challenger                                 | 125.000                                    | hardcourt, buiten                          | Chang Kai-chen Zheng Saisai                | Chan Chin-wei Wang Yafan                   | 6-3, 4-6, [10-3]                           | details                                    |
| 2016-08-01 | Jiangxi Women's Open                       | International                              | 250.000                                    | hardcourt, buiten                          | Liang Chen Lu Jingjing                     | Shuko Aoyama Makoto Ninomiya               | 3-6, 7-6, [13-11]                          | details                                    |
| 2017-07-24 | Jiangxi Women's Open                       | International                              | 250.000                                    | hardcourt, buiten                          | Jiang Xinyu Tang Qianhui                   | Alla Koedrjavtseva Arina Rodionova         | 6-3, 6-2                                   | details                                    |
| 2018-07-23 | Jiangxi Women's Open                       | International                              | 250.000                                    | hardcourt, buiten                          | Jiang Xinyu Tang Qianhui                   | Lu Jingjing You Xiaodi                     | 6-4, 6-4                                   | details                                    |
| 2019-09-09 | Jiangxi Women's Open                       | International                              | 250.000                                    | hardcourt, buiten                          | Wang Xinyu Zhu Lin                         | Peng Shuai Zhang Shuai                     | 6-2, 7-6                                   | details                                    |
| 2020–2022  | toernooi geannuleerd wegens coronapandemie | toernooi geannuleerd wegens coronapandemie | toernooi geannuleerd wegens coronapandemie | toernooi geannuleerd wegens coronapandemie | toernooi geannuleerd wegens coronapandemie | toernooi geannuleerd wegens coronapandemie | toernooi geannuleerd wegens coronapandemie | toernooi geannuleerd wegens coronapandemie |
| 2023-10-16 | Jiangxi Open                               | WTA 250                                    | 259.303                                    | hardcourt, buiten                          | Laura Siegemund Vera Zvonarjova            | Eri Hozumi Makoto Ninomiya                 | 6-4, 6-2                                   | details                                    |
| 2024-10-28 | Jiangxi Open (J)                           | WTA 250                                    | 267.082                                    | hardcourt, buiten                          | Guo Hanyu Moyuka Uchijima                  | Katarzyna Piter Fanny Stollár              | 7-6, 7-5                                   | details                                    |

* Legenda: (J) = Jiujiang